# نونان-1-ول
نونان-1-ول هو كحول دهني، صيغته الجزيئية هي CH3 (CH2) 8OH. وهو سائل عديم اللون، مائل إلى أصفر قليلًا، رائحته تشبه رائحة الحمضيات المماثلة لرائحة لزيت السيترونيلا.
يتواجد نونان-1-ول بشكل طبيعي في زيت البرتقال. ويستخدم بشكل أساسي في صناعة زيت الليمون الاصطناعي. وتستخدم إسترات مختلفة من نونان-1-ول، مثل أسيتات nonyl، في صناعة العطور والنكهات.